# Theodor Haas (Philatelist)

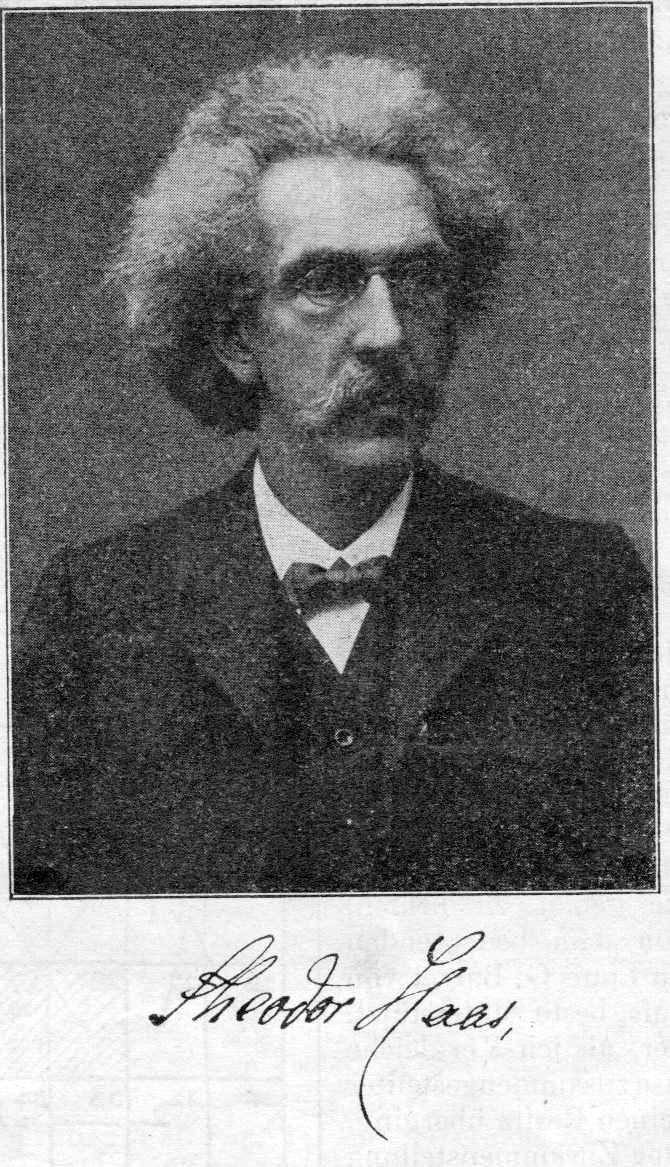
Theodor Haas

Theodor Haas (* 22. September 1848 in Karlsruhe; † 8. Juli 1911 in Leipzig) war ein Autor, Schriftleiter und Philatelist; in Deutschland sah man in ihm neben Carl Lindenberg den bedeutendsten philatelistischen „Forscher und Schriftsteller“ seiner Zeit. Seine eigene philatelistische Bibliothek galt als eine der umfangreichsten überhaupt.

## Leben
Haas war Sohn eines Professors und ab 1859 sammelte er Briefmarken. Nach dem Abitur fing er an, Theologie zu studieren, musste dieses Studium aber aus gesundheitlichen Gründen beenden. Nach zweijähriger Erholung in Anvers und Nantes begann er ein Studium der modernen Sprachen und arbeitete in Frankfurt am Main und Marburg als Hauslehrer.
1874 schrieb er Beiträge für das Illustrierte Briefmarken-Journal der Gebrüder Senf. Ab den 1880er Jahren war er in München und gehörte unter anderem zu den Gründungsmitgliedern des am 20. März 1883 gebildeten Bayerischen Philatelisten-Vereins. Für diesen Verein fungierte er 1884 als Vorsitzender der Ausstellungskommission für die erste Münchner Postwertzeichenausstellung und der Verein ernannte ihn deswegen zum Ehrenpräsidenten. Ab 1883 war Haas als Redakteur für die Wiener Zeitschrift Erdball und Merkur von A. Larisch tätig. Daraus entstand 1888 die Zeitschrift Das Postwertzeichen, das er dann leitete. Zwischenzeitlich wohnte er in Wien. 1889 war er Preisrichter für die zweite Münchner Postwertzeichenausstellung. Danach übersiedelte er nach Leipzig und arbeitet für die Gebrüder Senf und war Schriftleiter des Illustrierten Briefmarken-Journals. Am 1. Januar 1911 beendet er seine berufliche Tätigkeit bei der Firma Senf und ging in den Ruhestand.

## Auszeichnungen
- 1884 Ehrenpräsident des Bayerischen Philatelisten-Vereins[4]
- 1895 Ehrenmitglied des Bayerischen Philatelisten-Vereins (ab 1895 bezeichnete ihn der Verein nur noch als „Ehrenmitglied“)[4]
- 1906 Lindenberg-Medaille[5]
- 1906 Ehrenmitglied im Kölner Briefmarken-Sammler-Verein Mosel („aus Anlass der Vollendung Ihres vorzüglichen Lehrbuches für die Briefmarkenkunde“);[5] in der Folge Ehrenmitglied zahlreicher Vereine und Verbände[5]

## Werke
- Postkarten-Katalog im Verlag Anselm Larisch (1891)[5]
- Handbuch sämtlicher Postkarten, Kartenbriefe, Postanweisungen und Paket-Begleitadressen (7. Auflage des Moschkau-Handbuches, um 1891)[5]
- Leitfaden der Briefmarkenkunde (ab 1891 mehrere Auflagen)[5]
- Lehrbuch der Briefmarkenkunde (Leipzig 1905 im Verlag Senf; das Buch erreichte eine Auflage von 25 000 Exemplaren)[5]